# Fresno de Torote
Fresno de Torote là một đô thị trong Cộng đồng Madrid, Tây Ban Nha. Đô thị này có diện tích 31,6 km², dân số theo điều tra năm 2010 của Viện thống kê quốc gia Tây Ban Nha là người. Đô thị này nằm ở khu vực có độ cao 639 mét trên mực nước biển. Cự ly so với Madrid là 30 km.